# Gonzalo López de Haro

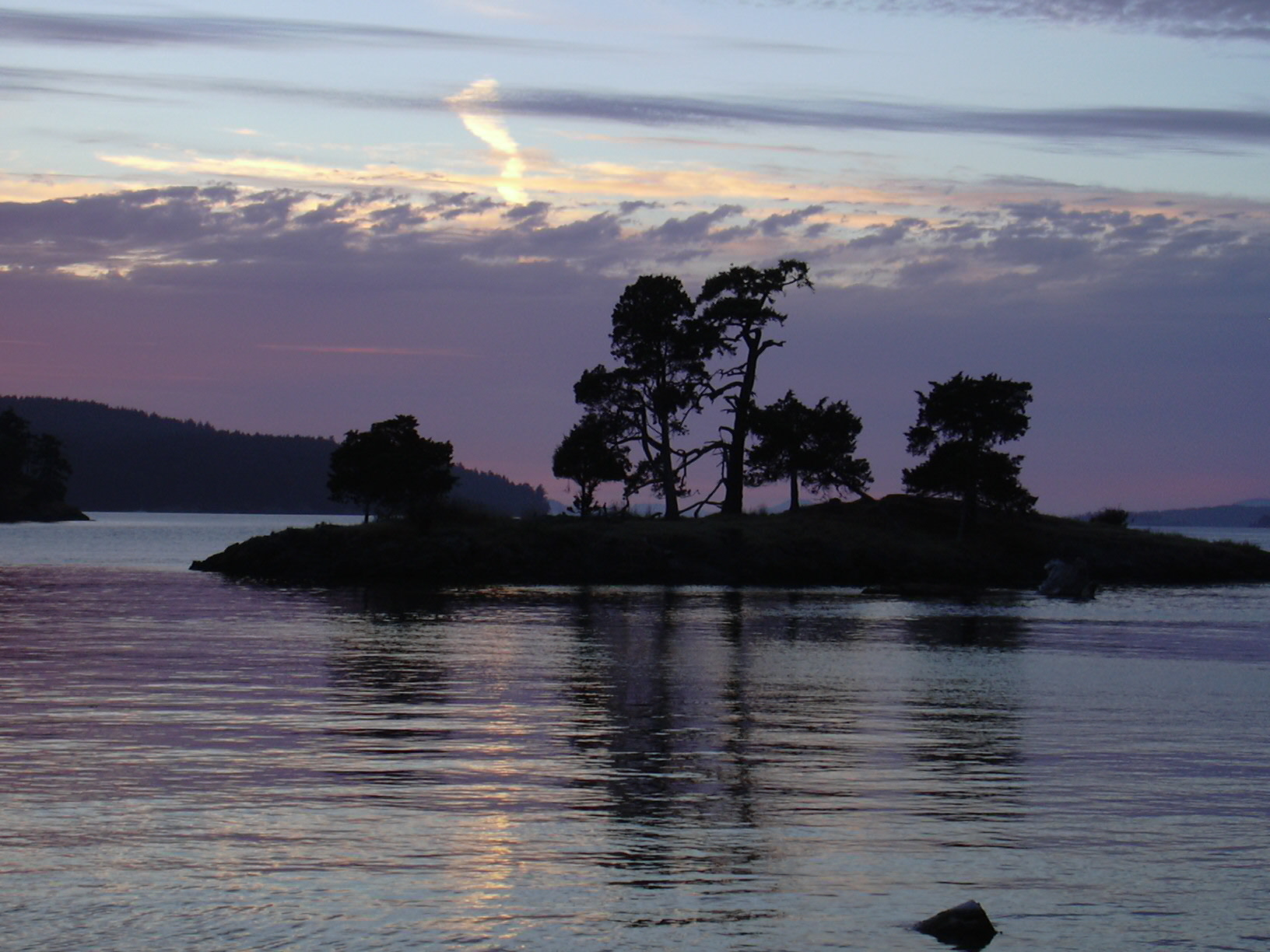
Vista de las islas San Juan, descubiertas por López de Haro.

Gonzalo López de Haro (San Fernando (Cádiz), 1761 –  Puebla, 1823, México) fue un oficial naval español, conocido por haber realizado  durante los últimos años del siglo XVIII varias viajes de exploración por la costa oeste de Norteamérica, en lo que hoy son Alaska y el Pacífico canadiense. López de Haro también destacó como topógrafo, levantando planos de las costas de California y Sonora, así como varios levantamientos topográficos de México.
En 1788 se sabe que llegó hasta la isla de Unalaska, en el archipiélago de las islas Aleutianas. Entre 1790 y 1791 se encontraba en la expedición comandada por el portuense Francisco de Eliza. Haro está considerado como el primer europeo que llegó a las islas San Juan, en aguas del estrecho que ahora lleva su nombre (estrecho de Haro). En la toponimia de la zona quedan nombres españoles como el ya mencionado Haro Strait o isla López (López Island).

## Expedición de Martínez y Haro (1788)
En marzo de 1788 fueron enviados al norte dos barcos desde San Blas para investigar la actividad de los rusos. Esteban José Martínez, en el Princesa, estaba al mando de la expedición, acompañado por el San Carlos a las órdenes de Gonzalo López de Haro, con José María Narváez como piloto. Los barcos llegaron al Prince William Sound en mayo. Buscando evidencias del comercio de pieles ruso, las naves se dirigieron hacia el oeste. En junio Haro alcanzó la isla de Kodiak y supo por los indígenas que había un puesto ruso cerca.
El 30 de junio de 1788, Haro envió a Narváez en un bote a buscar el puesto ruso en Three Saints Bay. Narváez encontró el puesto, convirtiéndose en el primer español en entrar en contacto con un gran contingente de rusos en Alaska. Narváez se reunió con el comandante ruso, Evstrat Delárov y le llevó de regreso al San Carlos para que se entrevistase con Haro; luego lo devolvió a su puesto de avanzada. Delárov dio a Narváez un mapa ruso de la costa de Alaska y le indicó la ubicación de los siete puestos rusos que tenían ya cerca de 500 hombres. Delárov también le dijo a Narváez  que los rusos querían ocupar el Nootka Sound, en la costa oeste de isla de Vancouver.
Después del encuentro, Haro navegó hacia el este y se unió a Martínez en la isla Sitkinak. Con la información proporcionada por Delárov, la expedición viajó a la isla de Unalaska, donde había un importante puesto ruso, llamado Unalaska, bajo el mando de Potap Kuzmich Zaikov. Martínez llegó el 29 de julio y Haro lo hizo el 4 de agosto. Zaikov dio a Martínez tres mapas que comprendían las islas Aleutinas. También le confirmó que los rusos tenían previsto tomar posesión de Nootka Sound al año siguiente y Zaikov le explicó que dos fragatas rusas estaban ya en camino y una tercera iba a navegar hasta el Nootka Sound. Se estaba refiriendo a la expedición de 1789 de Joseph Billings pero exagerando mucho su misión. La visita a Unalaska marca el punto más occidental alcanzado durante los viajes españoles en la exploración de Alaska.
La expedición española dejó Unalaska el 18 de agosto de 1788 emprendiendo rumbo sur hacia California y México. Debido al creciente conflicto entre Martínez y Haro, los barcos perdieron el contacto a los tres días, navegando hacia el sur por separado. Martínez había permitido esto, pero ordenó a Haro reunirse con él en Monterrey, California. Pero durante el viaje al sur, Haro, con el apoyo de Narváez y los otros pilotos, declaró que su barco ya no estaba bajo el mando de Martínez y navegaron de regreso a San Blas por su cuenta, llegando el 22 de octubre de 1788. Martínez pasó un mes en Monterrey en espera de Haro y llegó a San Blas en diciembre, encontrándose frente a varios cargos por un liderazgo irresponsable. Pronto recuperó el favor y fue puesto a cargo de una nueva expedición para ocupar el Nootka Sound antes de que los rusos lo hicieron. Esta expedición tuvo lugar en 1789 y culminó en la conocida como crisis de Nootka.

## Expedición de Eliza (1791)
En 1790 y 1791, Haro fue primer piloto en la expedición comandada por Francisco de Eliza, en la que también participó el piloto Juan Carrasco. Haro es recordado por haber sido el primer europeo en descubrir las islas San Juan.
En 1821, después de la Guerra de Independencia de México, Haro fue encarcelado en Puebla, donde murió en 1823.

## Reconocimientos
Varios accidentes en la costa oeste del Pacífico fueron nombradas en su honor, como el estrecho de Haro y la isla López.